# Pedro Nájera
Pedro Nájera (Ciudad de México, 3 de febrero de 1929-Cuernavaca, Morelos, 22 de agosto de 2020) fue un futbolista mexicano que se desempeñaba como defensa. Vistió la camiseta del Club América durante su carrera. Jugó en la selección de fútbol de México que participó en la Copa Mundial de Fútbol de 1954 y en la Copa Mundial de Fútbol de 1962.

## Participaciones en Copas del Mundo
| Mundial                        | Sede  | Resultado    |
| ------------------------------ | ----- | ------------ |
| Copa Mundial de Fútbol de 1954 | Suiza | Primera Fase |
| Copa Mundial de Fútbol de 1962 | Chile | Primera Fase |

## Palmarés
| Título               | Club         | País   | Año     |
| -------------------- | ------------ | ------ | ------- |
| Copa México          | Club América | México | 1953-54 |
| Copa México          | Club América | México | 1954-55 |
| Campeón de Campeones | Club América | México | 1954-55 |
| Copa México          | Club América | México | 1963-64 |